# 現代用語
現代用語（げんだいようご）とは、新造語のうち、現代社会のさまざまな世相・風俗を表した言葉の呼称。特に、現代社会を知る上での手がかりとして、出版メディアなどに諸相が記録されるものを指す。

## 概要
毎年発行されている「現代用語の基礎知識」や「イミダス」では、莫大な現代用語を掲載し、年鑑としての役割も果たしている。
新語・流行語大賞で受賞した言葉の多くは、極端に言えば次の年には既に使われなくなる言葉（死語）が多い。

## 現代用語の事例集

### 1990年代
Iターン
PTSD（心的外傷後ストレス障害）
火砕流
長崎県の雲仙岳で多数の死傷者が出た。
規制緩和
コミュニティバス
サリン
オウム真理教による松本サリン事件・地下鉄サリン事件をきっかけにその存在及び実態が明らかになった、旧ナチス・ドイツの開発した猛毒の神経系ガス。
少子化
ライフライン
1995年（平成7年）1月17日に発生した阪神・淡路大震災によって、ライフラインが寸断されたためその重要性が一層話題となった。

### 2000年以降
オレオレ詐欺
電話で「オレ、オレ」と言って金を振り込ませる詐欺が多発し、社会問題となった。その後、振り込め詐欺や特殊詐欺と呼称が変更される。
「外来語」言い換え提案
グレーゾーン金利
利息制限法と出資の受入れ、預り金及び金利等の取締りに関する法律（出資法）の間の金利。消費者金融が法の不備を突いた方法ではないかと社会問題となった。
食育
食を通して、食事の礼儀作法だけでなく、食べ物の大切さなど食にまつわる様々な事柄を教育すること。
地産地消
主に農産物を輸入や地域外から持ってくるのではなく、なるべく地元で生産したものを地元で消費しようという考え方。
二極化
世の中のあらゆる局面において格差が拡大すること。→勝ち組・負け組・格差社会
バイト敬語
敬語にあって敬語にあらざる、若者を中心に使われる敬語表現で、日本語の乱れがクローズアップされるにつれて取り沙汰されるようになった。
ノーマライゼーション

バリアフリー
バリア（barrier）とは障害となり得るもの、障壁の意で、これをフリー（free）にすることで障害を持つ人の利用に差し支えのない状態とすること。「外来語」言い換え提案では「障壁なし」と言い換え語を提案しているが、これはバリアフリーの思想を正しく言い当てているとは言えず、また高齢者の間でも少しずつではあるが認知されている。しかしながら、バリアフリーも先述したノーマライゼーションもあくまで社会的弱者が対象であり、逆に健常者と言う言葉が障害を持たない人に対する差別に繋がるのではという指摘があるのも事実で、これに代わる概念が、後述のユニバーサルデザインである。
ユニバーサルデザイン